# Santiago de la Ribera
Santiago de la Ribera es la pedanía más poblada del municipio de San Javier en la comunidad autónoma de Murcia en España. Se encuentra en el litoral del Mar Menor a lo largo de una amplia extensión de costa. Tradicionalmente ha incluido otros barrios más reducidos como la Ciudad del Aire, también llamada Colonia Julio Ruiz de Alda, Los Arcos, San Blas, Los Pozuelos, Los Garcías de Abajo y el barrio de los Pescadores. A las afueras del casco urbano se encuentra la Academia General del Aire (AGA) junto con el Aeropuerto de Murcia-San Javier (MJV), en la actualidad sólo de uso militar. Cuenta con 4 kilómetros de playa, entre ellas la del Castillico, Barnuevo y Colón certificadas con la Q de Calidad Turística.

## Localización
Al norte, limita con las pedanías de Lo Pagán y Los Sáez, pertenecientes al municipio de San Pedro del Pinatar y al sur con Los Narejos, del municipio de Los Alcázares. Por su parte este se encuentra el Mar Menor y al oeste el casco urbano de San Javier y la pedanía de San Blas (Santiago de la Ribera). Pertenece a la comarca del Mar Menor y dista 52 km de Murcia y 33 km de Cartagena.

## Historia
En la antigüedad el territorio que actualmente ocupa la pedanía de Santiago de la Ribera se encontraba dentro de la región romana del sureste peninsular denominada Contestania en la provincia romana de la Tarraconense y tras la reorganización administrativa del emperador Diocleciano en el año 298 d. C. quedó incluida en la Carthaginense.
Era una zona de almarjal a orillas de la albufera del Mar Menor, por lo que gozaba de recursos pesqueros con salinas próximas y disponiendo además de una zona donde menudeaban los conejos y otros animales; entre los cultivos se encontraban el esparto, el albardín, la barrilla, apareciendo más hacia el interior las primeras siembras de cereal.
Si atendemos a las prácticas habituales existentes en el Imperio Romano, probablemente en la zona se produciría un asentamiento cuantioso de soldados-colonos que solían establecerse en tierras cercanas a la costa, con la doble misión de cultivarlas y defenderlas de hipotéticos ataques piratas.[cita requerida]
Estos militares introdujeron avances agrícolas al mejorar las parcelas efectuando trabajos de saneamiento del terreno e iniciando un sistema rudimentario de drenaje que aliviaba a la llanura de la enorme carga de salitre del subsuelo.[cita requerida]
Durante la invasión musulmana esta zona estuvo prácticamente despoblada, ya que los árabes se establecieron con preferencia en las tierras del interior de la Región de Murcia y en el valle del río Segura, ocupando el campo ribereño con torres atalaya, junto a otras construcciones de descanso y recreo como hicieron en el municipio de Los Alcázares donde los árabes aprovecharon las termas dejadas por los romanos para levantar sus palacios.
En virtud del Tratado de Almizra (1244) el territorio de esta pedanía se incorporó al Reino de Castilla. El territorio fue conquistado en 1266 por las tropas del rey Jaime I de Aragón después de que los mudéjares del Reino de Murcia se rebelaran contra el rey Alfonso X el Sabio a quien debían vasallaje. El rey castellano intentó repoblar esta zona con familias castellanas, aragonesas y catalanas ofreciéndoles las tierras abandonadas por los musulmanes.
Las familias que arraigaron en la ribera del Mar Menor, vieron crecer en torno a su casa matriz, caseríos y agrupaciones vecinales. En estos lugares se erigía una ermita, a partir de la que comenzaba a distribuirse y a trazarse el vecindario y su pacífica convivencia.
La aparición de piratas procedentes del norte de África en las costas murcianas durante los siglos XVI y XVII, quebrará la tranquilidad reinante en la vida de pescadores ribereños y labriegos, que con su trabajo y tesón habían ido convirtiendo en fértiles las tierras que les circundaban.
La necesidad de proteger la costa será la causante de la proliferación de torres guarnecidas a lo largo de todo el litoral.
Ante esta amenaza, los antepasados de los vecinos de Santiago de la Ribera, no podían vivir sedentaria y tranquilamente, debido a que siempre debían estar preparados para huir en busca del amparo que les proporcionaban las fortificaciones.
Algunos historiadores apuntan a que el verdadero origen del actual enclave turístico de Santiago de la Ribera podría encontrarse en el paraje de la Cala-Vera (más tarde Calavera).
En este lugar habría una ermita dedicada a San Juan Bautista que, con la llegada al lugar de los Monjes Trinitarios, sería puesta bajo la advocación de San Blas, allá por el siglo XVI. Se trata del paraje actualmente conocido como San Blas, rodeado de urbanizaciones, en las inmediaciones del casco urbano de Santiago de la Ribera.
La finca Torre Mínguez es considerada oficialmente el origen del poblado de Santiago de la Ribera. Fue edificada por don Antonio Lissón, Regidor de la ciudad de Murcia y fue pasando a las manos de sus herederos.
Una de las herederas fue doña Teresa Sandoval y Mena, que se casaría con don José María Barnuevo y Rodrigo de Villamayor de Ulloa (Dignidad Trece de León de la Orden de Santiago).
El matrimonio visitaba con frecuencia Torre Mínguez y en ella proyectaron la planificación de dos ambiciosos planes: edificar un hotel y planificar la parcelación de la finca mediante el sistema de censo enfitéutico (cesión perpetua de unas tierras mediante el pago de una cuota anual). Con este sistema, una familia podía adquirir la propiedad de un solar y edificar allí su vivienda.
De este modo, en el año 1888 nace un nuevo caserío a orillas del Mar Menor: Santiago de la Ribera, cuyo nombre deriva de la pertenencia de don José María Barnuevo a la Orden de Santiago y de la situación de la localidad a orillas del Mar Menor.
Los inicios de la urbanización de Santiago de la Ribera fueron realizados con minuciosidad por los Barnuevo-Sandoval. El matrimonio no pretendía conseguir una agrupación vecinal masificada, sino una ordenación racional del futuro asentamiento, trazando desde el principio las líneas básicas de una concentración urbana incipiente.
El privilegiado emplazamiento, la bonanza climática y la proximidad de los centros de enlace con las carreteras de tránsito provincial, unido a las facilidades dadas por los Barnuevo-Sandoval, animaron a muchas familias murcianas de clase alta a construirse en este lugar su casa de vacaciones, convirtiendo a Santiago de la Ribera en incipiente enclave veraniego para las familias de abolengo.

Al despuntar el siglo XX, la familia Barnuevo-Sandoval edificaba su ansiada casa 'Hotel' y adosada a sus jardines, levantaban la ermita de Santiago Apóstol. El proceso de urbanización de Santiago de la Ribera ya era imparable.

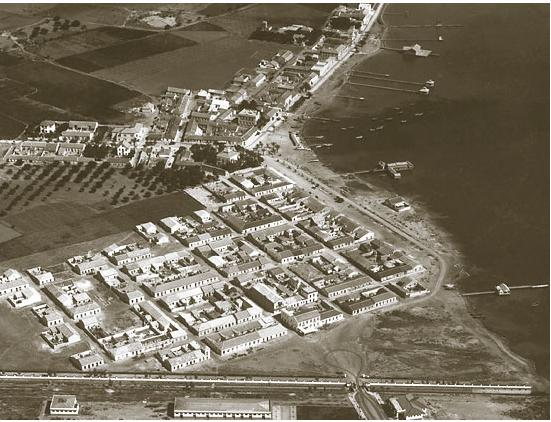
La Ribera en 1936.

En 1929 se empezó a construir la Base Aeronaval de la Marina Española, en terrenos expropiados a la familia Barnuevo. Durante la guerra civil española, Santiago de la Ribera permaneció fiel al gobierno de la II República Española durante toda la contienda hasta la entrada de las tropas del General Francisco Franco en Murcia y Cartagena entre los días 29 y 31 de marzo de 1939. En abril de ese año, el Campo de Aviación de La Ribera fue utilizado como campo de concentración para recluir a miembros de la Aviación Republicana, llegando a albergar a unos 2500 prisioneros.

En 1943 la Base Aérea se convirtió en sede de la Academia General del Aire, con la función de formar a los futuros oficiales y pilotos del Ejército del Aire de España en los aspectos militar, aeronáutico, cultural y físico. La primera promoción comenzó sus estudios en 1945. 

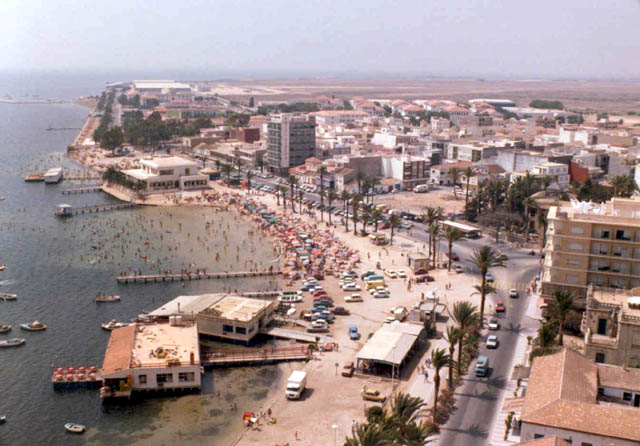
La Ribera en los años 80.

En la base, un grupo de profesores militares de la Academia fundó la Patrulla Acrobática Águila del Ejército del Aire, cuya misión es realizar exhibiciones aéreas en multitud de eventos y lugares importantes (JJ. OO. de Barcelona 1992, Exposición Universal de Sevilla de 1992, Grandes Premios de España de Fórmula 1, Celebraciones del 12 de octubre, etc.)  
Consciente del auge que estaba experimentando Santiago de la Ribera, el Ayuntamiento de San Javier realizará diversas obras de urbanización, arreglo de calles y aceras, mientras algunos de los residentes inician algunos servicios como fondas, pescaderías, líneas de viajeros y restaurantes.
El Ayuntamiento cede al Obispado la ermita de Santiago Apóstol para ser reconvertida en Parroquia.
En 1995, según Real Decreto 1167/1995 para el tráfico aéreo civil de pasajeros, las pistas de aterrizaje de la Academia General del Aire se remodelaron para dar uso comercial al aeródromo creándose el Aeropuerto de Murcia-San Javier que dio cobertura aeroportuaria a toda la Región de Murcia hasta 2019 en el que fue sustituido por el nuevo Aeropuerto Internacional de la Región de Murcia en Corvera, quedando San Javier para uso militar exclusivamente. El último vuelo fue operado por Ryanair entre San Javier y Mánchester el 14 de enero de 2019.

## Economía
En la actualidad Santiago de la Ribera es un consolidado enclave turístico de la Costa Cálida, cuya población aumenta considerablemente en los meses estivales. Su principal actividad es el sector servicios. Es una zona de gran interés turístico ya que se sitúa a la orilla del Mar Menor, una laguna muy especial debido a su algas, su alto nivel en sales y su alta temperatura, lo que la convierte en un lugar idóneo tanto para jóvenes como para personas mayores. Santiago de la Ribera además cuenta con una gran infraestructura hotelera y hostelera. 

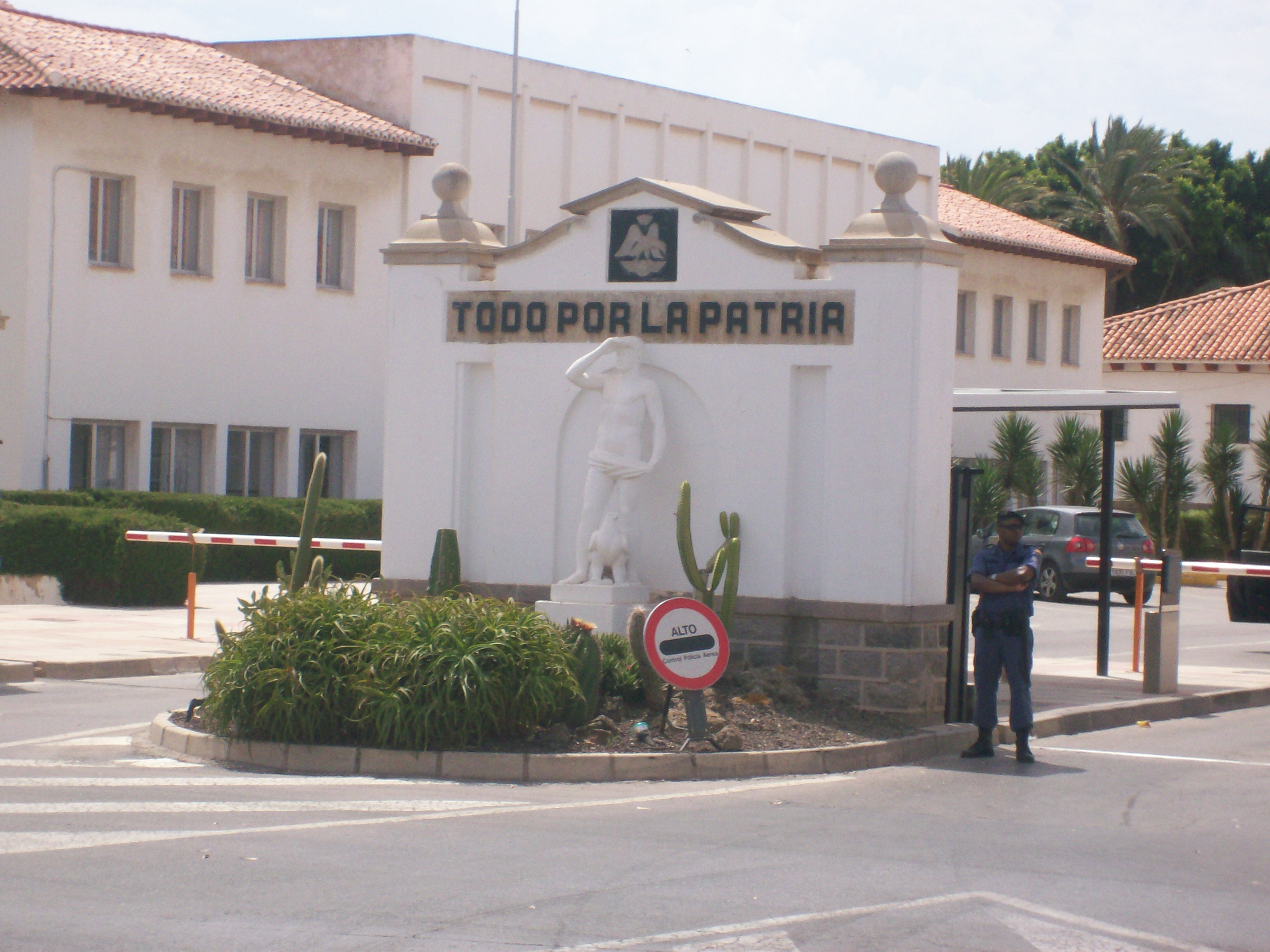
Academia General del Aire

También es un gran pilar de la sostenibilidad económica del municipio la base aérea militar de la AGA, como lo fue el aeropuerto civil hasta su cierre en enero de 2019. Al igual que, en menos grado de importancia, la pesca y la agricultura.
Durante el año 2020 y sucesivos, su economía se ve afectada, al igual que otras poblaciones próximas al Mar Menor, por las afecciones en dicho mar provocadas, según la mayoría de los estudios científicos, y entre otros factores, por el cambio de un modelo de agricultura de secano a una agricultura de regadío, lo que genera nitratos sobrantes y produce eutrofización al depositarse, junto a otros elementos sobrantes de la actividad humana y agrícola, diferentes elementos en el fondo marino, lo que da lugar, en determinados periodos y condiciones, a la anoxia o ausencia de oxígeno, lo que ocasiona episodios de muerte de peces de la laguna salada, un fenómeno que se ha denominado como "sopa verde".

## Comunicaciones

### Tren
La estación más próxima es Balsicas-Mar Menor, situada en Balsicas (Torre-Pacheco). Como curiosidad, La Ribera tuvo estación de tren en la Base Aérea, como final de un ramal desde Torre-Pacheco tendido en los años 1940-42 hasta su cierre el 1 de enero de 1970.

### Avión
Fue la sede del Aeropuerto de Murcia-San Javier (MJV) para uso civil hasta el 14 de enero de 2019. Desde esa fecha opera el Aeropuerto Internacional de la Región de Murcia.

### Autobús
El servicio de viajeros por carretera del municipio se engloba dentro de la marca Movibus, el sistema de transporte público interurbano de la Región de Murcia (España), que incluye los servicios de autobús de titularidad autonómica.
| Línea | Recorrido                                                                                           | Recorrido                                                                                           | Recorrido                                                                                           | Operador       |
| ----- | --------------------------------------------------------------------------------------------------- | --------------------------------------------------------------------------------------------------- | --------------------------------------------------------------------------------------------------- | -------------- |
| 46    | San Pedro del Pinatar - San Javier - Los Alcázares - Cabo de Palos                                  | San Pedro del Pinatar - San Javier - Los Alcázares - Cabo de Palos                                  | San Pedro del Pinatar - San Javier - Los Alcázares - Cabo de Palos                                  | ALSA (TUCARSA) |
| 47    | Cartagena - Los Alcázares - San Javier - Santiago de la Ribera - San Pedro del Pinatar              | Cartagena - Los Alcázares - San Javier - Santiago de la Ribera - San Pedro del Pinatar              | Cartagena - Los Alcázares - San Javier - Santiago de la Ribera - San Pedro del Pinatar              | ALSA (TUCARSA) |
| 48A   | San Pedro del Pinatar - Santiago de la Ribera - San Javier - Hospital Los Arcos                     | San Pedro del Pinatar - Santiago de la Ribera - San Javier - Hospital Los Arcos                     | San Pedro del Pinatar - Santiago de la Ribera - San Javier - Hospital Los Arcos                     | ALSA (TUCARSA) |
| 49    | San Pedro del Pinatar - Santiago de la Ribera - San Javier - Hospital Los Arcos - Balsicas - Roldán | San Pedro del Pinatar - Santiago de la Ribera - San Javier - Hospital Los Arcos - Balsicas - Roldán | San Pedro del Pinatar - Santiago de la Ribera - San Javier - Hospital Los Arcos - Balsicas - Roldán | ALSA (TUCARSA) |

Además, presta servicio la siguiente línea interurbana:
| Línea     | Recorrido                       | Operador |
| --------- | ------------------------------- | -------- |
| MUR-092-2 | Murcia - San Javier - Campoamor | Interbus |

También presta servicio la siguiente línea de largo recorrido:
| Línea   | Recorrido                      | Operador |
| ------- | ------------------------------ | -------- |
| VAC-055 | Madrid - Alicante con hijuelas | ALSA     |

### Marítimo
Existe un ferry que conecta Santiago de la Ribera con La Manga del Mar Menor.

### Principales carreteras
- AP-7/E-15: Salida 784, San Javier (Sur), Santiago de la Ribera, Aeropuerto.
- N-332: Vera/Cartagena/Valencia.
- RM F-24: Santiago de la Ribera/El Mirador/Lo Romero (San Pedro del Pinatar).
- RM F-32: Santiago de la Ribera/Lo Pagán/San Pedro del Pinatar
- RM F-34: Santiago de la Ribera/Aeropuerto de Murcia-San Javier/Los Narejos.

## Enseñanza y cultura
Se encuentra en la localidad la Facultad de Ciencias del Deporte de la Universidad de Murcia, el Instituto de Enseñanza Secundaria "Mar Menor" y los colegios públicos Fulgencio Ruiz y Nuestra Señora de Loreto. Además cuenta con un centro de ocio para personas con discapacidad, Fundamifp.

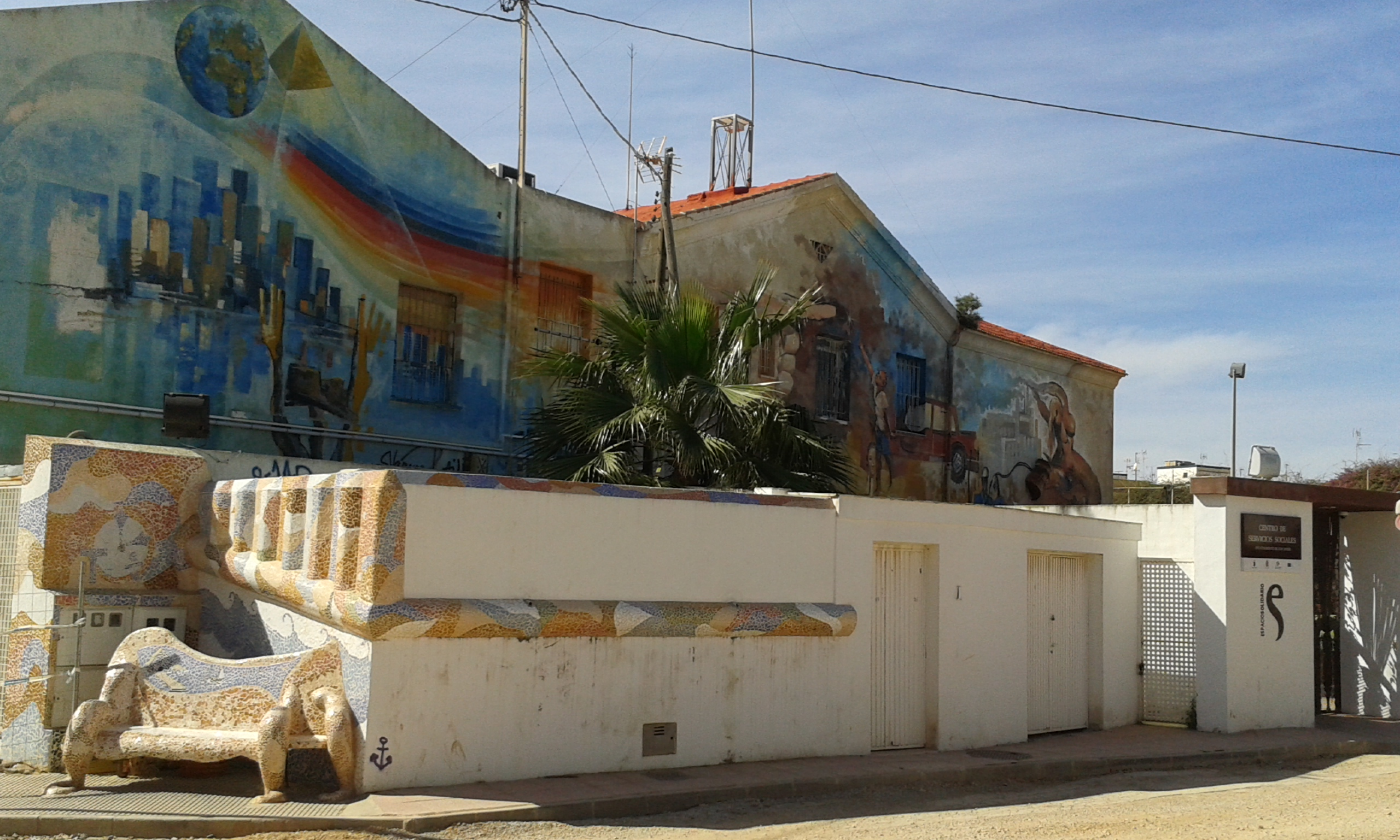
Centro de servicios sociales

Asimismo se dispone de un centro de servicios sociales, en el que se encuentran el Banco del Tiempo y el centro de salud, el centro social Príncipe de Asturias con auditorio y biblioteca; el Real Club de Regatas, y el antiguo Hospital Los Arcos.

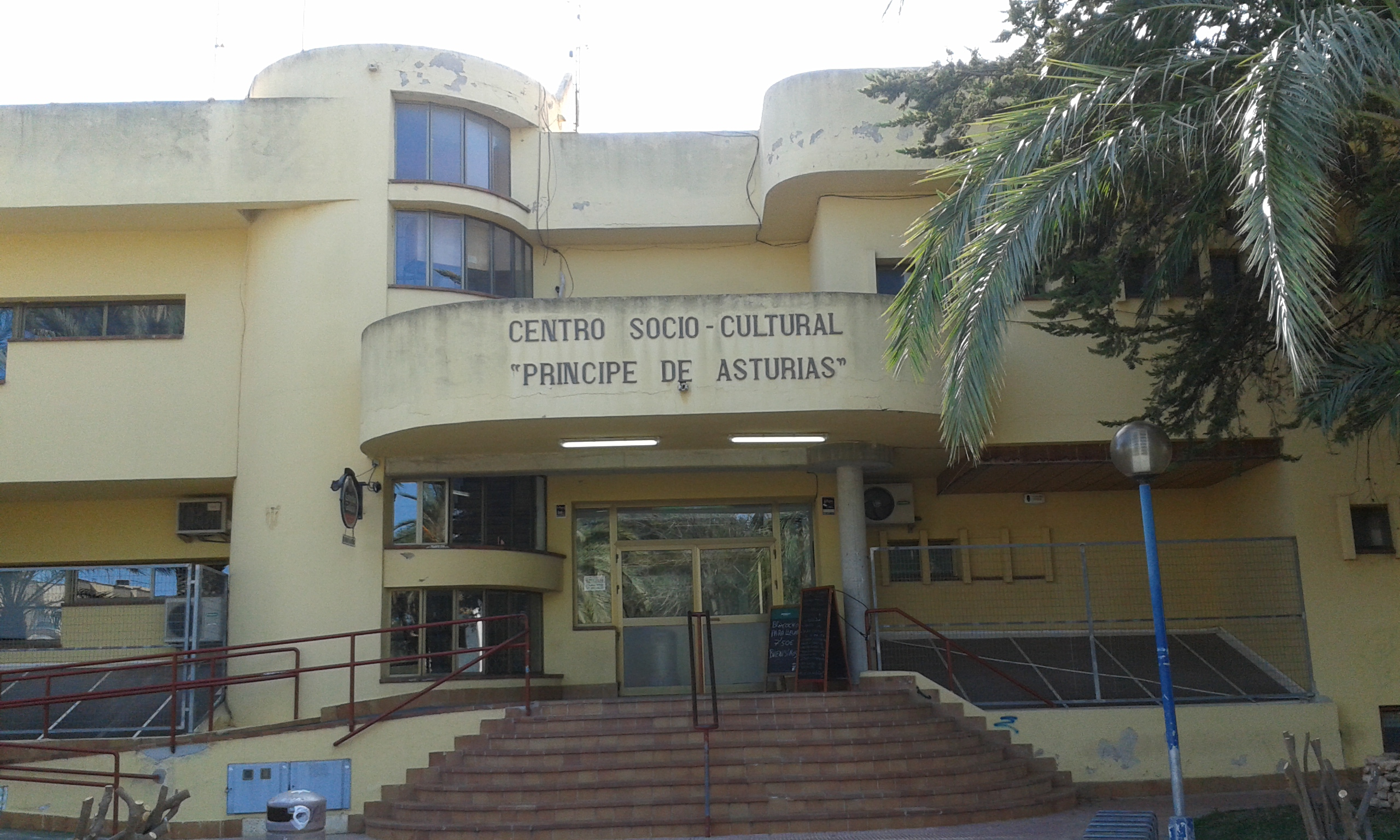
Centro sociocultural Príncipe de Asturias.

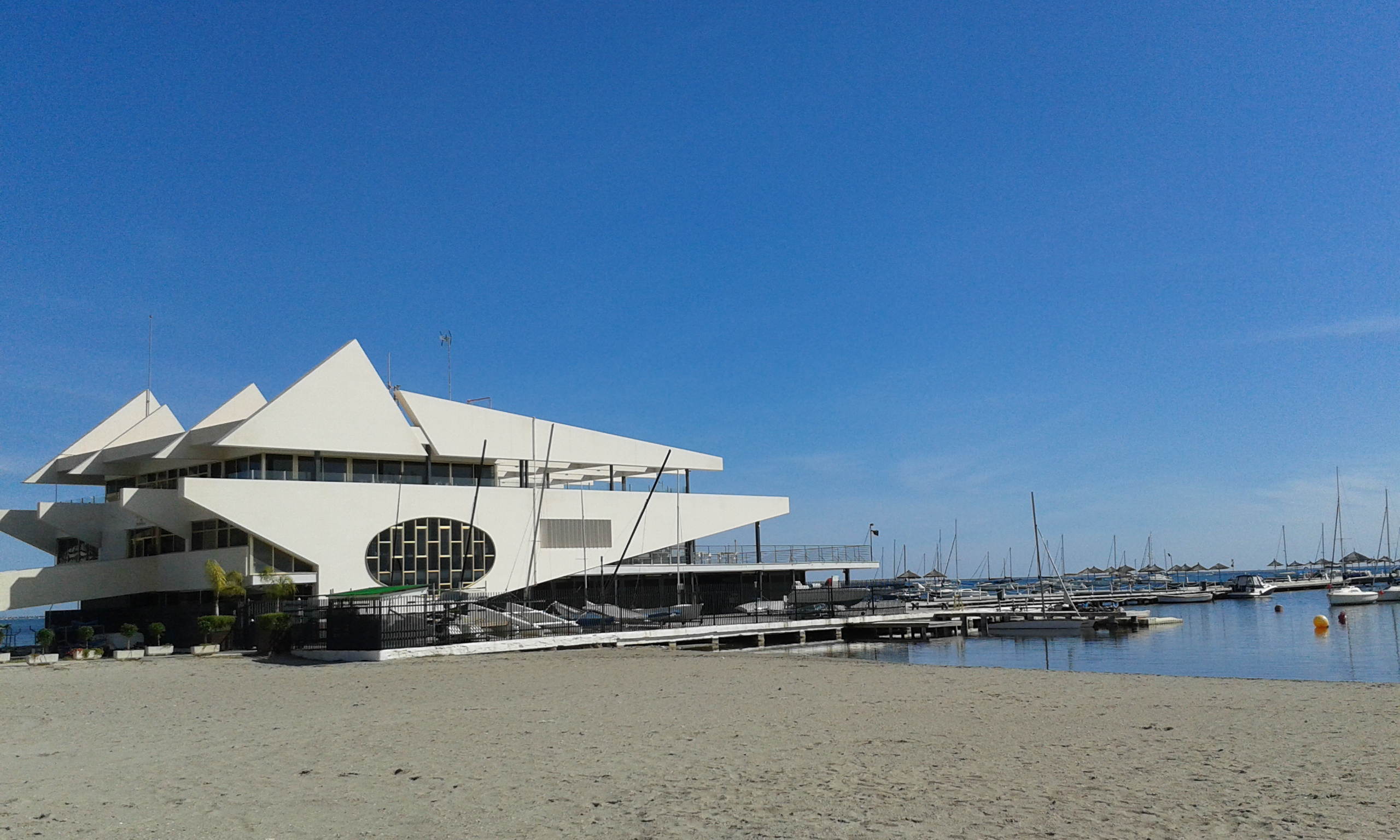
Real Club de Regatas

Al encontrarse en la ribera del Mar Menor cabe mencionar la tradición marinera que marca su gastronomía con platos típicos como el caldero o la dorada a la sal. Debido también a su privilegiada situación, se pueden practicar numerosos deportes acuáticos tanto en verano como en invierno. Algunos ejemplos son las competiciones de motos de agua, paddle-surf, kite-surf, regatas de barcos y el aprendizaje de piragüismo y vela.
En julio del año 2020 se inaugura el Museo Aeronáutico Tiflológico, situado en el paseo de Colón.

## Monumentos
- Parroquia de Santiago Apóstol.
- Iglesia de la Virgen de Loreto.
- Ermita de San Blas.
- Ermita de Nuestra Señora del Carmen.
- Monumento "Puertas del Mar".
- Escultura homenaje al peregrino. Santiago Apóstol.

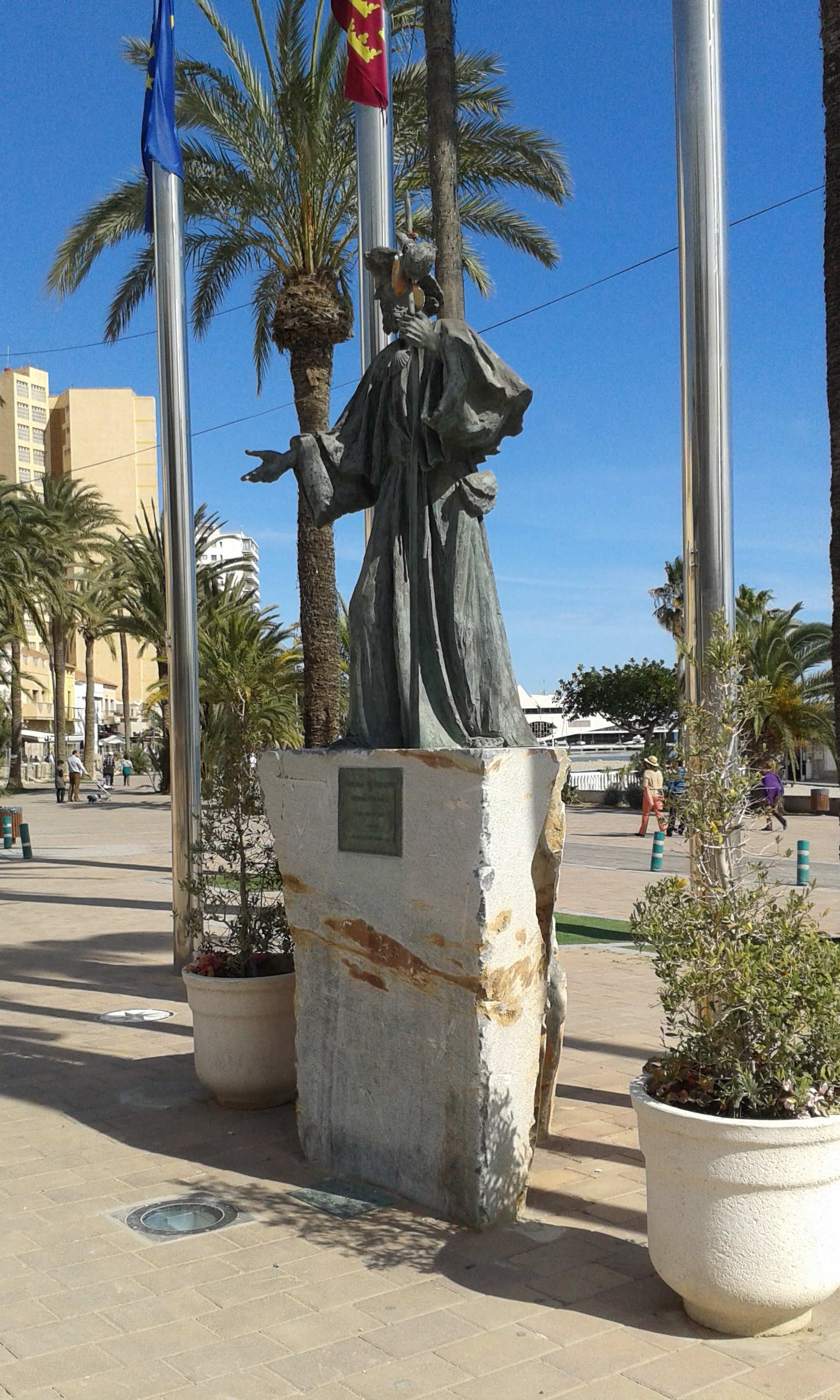
Santiago Apóstol.

- Escultura-busto homenaje a los fundadores de la localidad.

## Fiestas
En el año 2013 tuvo lugar el 125 aniversario del pueblo con una programación de fiestas especiales.

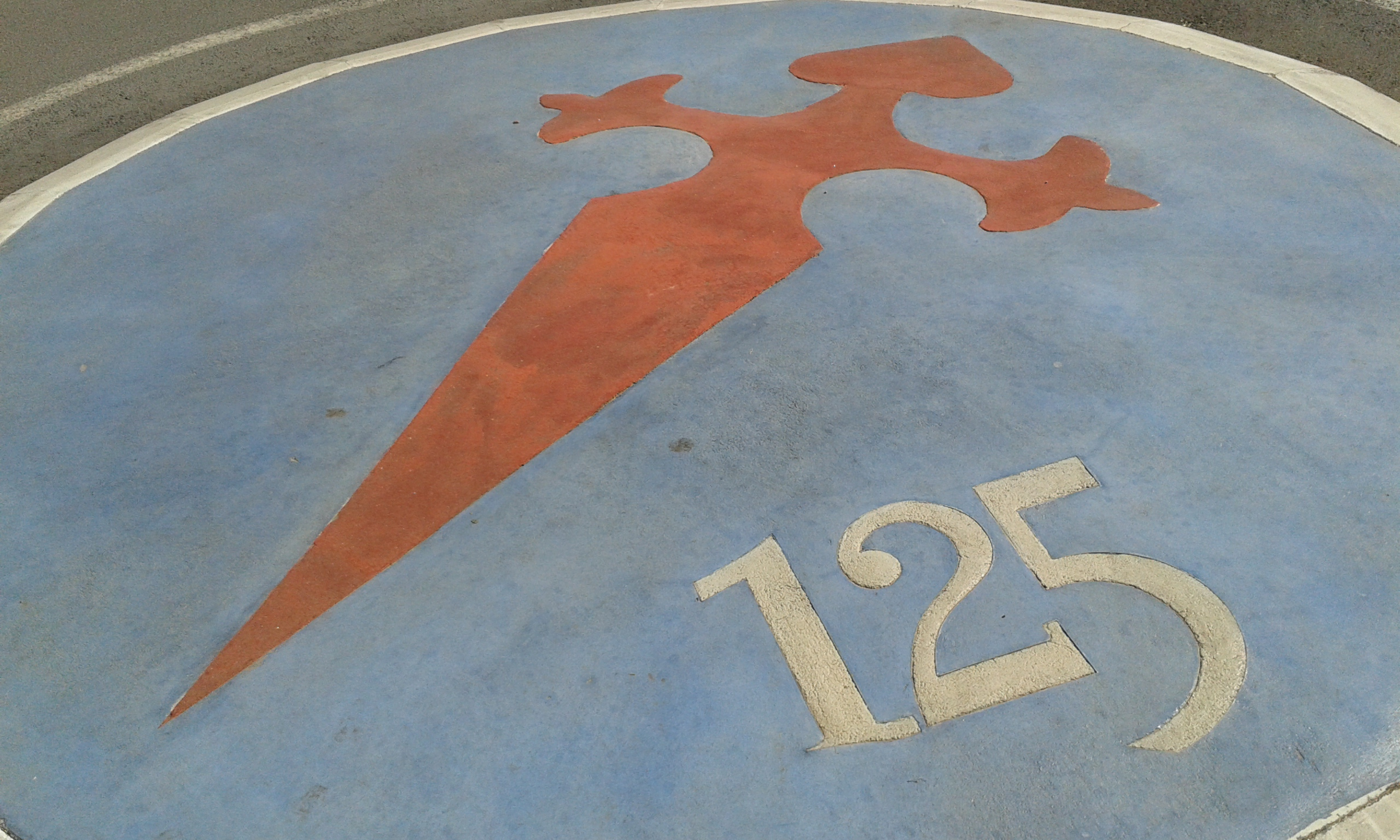
Rotonda en homenaje al 125 aniversario del pueblo.

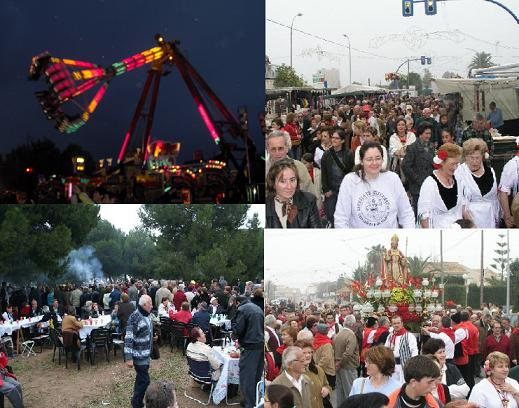
Romería de San Blas.

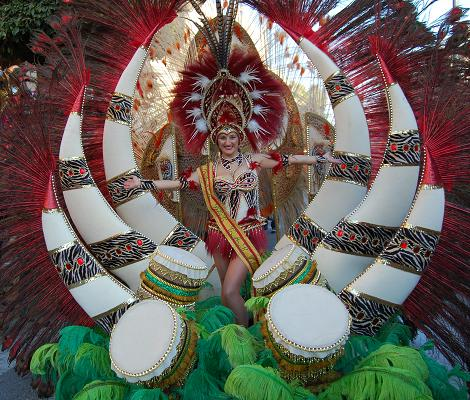
Carnavales.

- Romería de San Blas, 3 de febrero: Romería huertana hacia la ermita de San Blas, degustaciones gastronómicas con migas y productos de la tierra, atracciones feriales y mercadillos artesanales. Goza de gran participación y acogida en la comarca entre colectivos y asociaciones juveniles. Todo ello se acompaña de plegarias al Santo y espectáculos pirotécnicos. (Declarada de Interés Turístico Regional)
- Carnaval, febrero: Gran gala de elección de la Reina del Carnaval con espectaculares trajes. Elección de la reina infantil, fiestas de disfraces, certamen de chirigotas, grandes actuaciones y concursos. El día final, gran desfile del Carnaval con numerosas comparsas de toda la Región de Murcia. En el seno del desfile se celebra también un prestigioso concurso Regional de Comparsas. Estas son las principales actividades del Carnaval de Santiago de la Ribera, cuyo presidente actual es José Carrió Seser. WEB OFICIAL DEL CARNAVAL DE SANTIAGO DE LA RIBERA (Pedida la Declaración de Interés Turístico Regional)
- Feria de abril, primer fin de semana de mayo: Concursos, actuaciones, instalación de casetas andaluzas, misa rociera y día infantil.
- Semana Santa. Destaca la procesión de Ntra Sra de la Soledad del Mar Menor. Procesión que destaca por su marcialidad y fervor la noche del Viernes Santo. Es de especial interés su recorrido a orillas del Mar Menor.
- Día de la Región de Murcia, 9 de junio: Celebración del día de la Región.
- Víspera de San Juan, noche del 23 de junio: Fiesta en la playa con hogueras, música y un ambiente juvenil. Quema de hoguera municipal con castillo de fuegos artificiales.
- Virgen del Carmen, 16 de julio: Verbenas populares y procesión marítima.
- Festividad del patrón Santiago, 25 de julio: Celebración de honores al patrón de España y de Santiago de la Ribera. Solemne procesión y castillo de fuegos artificiales.
- Carnaval de verano, primer sábado de agosto: Muestra de cara a nuestro tradicional Carnaval. Desfile de comparsas por el paseo marítimo de Colón y gran fiesta de disfraces, todo a orillas del Mar Menor.
- San Francisco Javier, 3 de diciembre: Celebración en todo el municipio de San Javier la festividad del patrón.
- Navidad: Talleres y actividades, instalación del tradicional Belén del Cuco, actuaciones y Cabalgata de Reyes.

## Himno
Gloria Gloria a Santiago,
Santiago de la Ribera.
Vida apacible de la brisa y la sal,
blanco sagrario donde la luz impera.
Pedazo de paz, y felicidad,
en el mundo no hay otra igual.
Con alegría cantemos a este pueblo,
bello y paradisíaco, del levante español.
Pescador, pescador, hijo de este suelo patrio,
madre bendito eres del mar menor,
donde los hombres son de corazón llano.
Pedazo de paz, y felicidad,
en el mundo no hay otra igual.
Oh Ribera eres querida,
por tu tierra y tu mar,
tus mujeres primorosas,
y pescadores sin par.
Tu dulce arpa eres risueña,
como las olas del mar,
y la rosa de los vientos,
que nos guía al navegar.
Cantemos, cantemos,
con gozo y alegría,
a Santiago Apóstol, patrón de la Ribera,
y a San Blas Bendito,
copatrón de la ribera . A ellos por siempre, ¡Gloria, gloria!